# 肃州站
肃州站，位于中华人民共和国甘肃省酒泉市肃州区，是酒额铁路上的火车站，于2021年12月26日启用。

## 歷史
- 2021年12月26日启用。

## 外部連結
- 中国铁路客户服务中心 （页面存档备份，存于）